# Legio V Macedonica

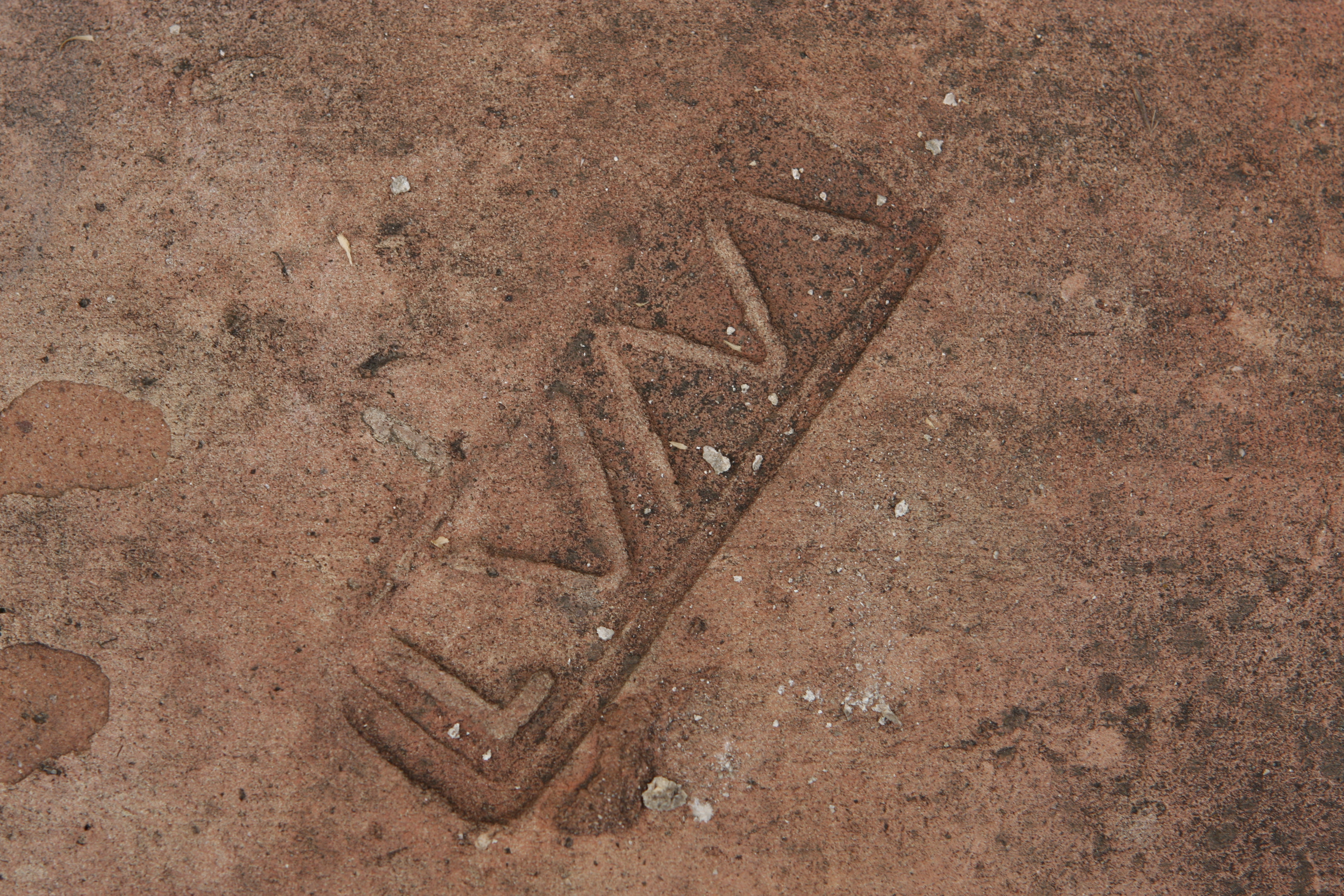
Mit LVM gekennzeichneter Ziegel in Potaissa

Die Legio V Macedonica war eine Legion der römischen Armee, die 43 v. Chr. von Octavian, dem späteren Augustus, und dem Konsul Gaius Vibius Pansa Caetronianus aufgestellt wurde und bis ins 5. Jahrhundert in der römischen Provinz Moesia (Mösien) als Legion fortbestand. Das Cognomen Macedonica erhielt sie, weil sie zeitweise in der römischen Provinz Macedonia stationiert war. Legionssymbole waren der Stier und der Adler.

## Geschichte der Legion

### Republik
Über die ersten Jahrzehnte der Legion gibt es keine Überlieferungen. Es sind drei weitere Fünfte Legionen bekannt: die V Gallica, die V Urbana und die Legio V Alaudae. Es ist möglich, dass diese Bezeichnungen frühe Namen der V Macedonica waren. Die Legio V nahm 31 v. Chr. wahrscheinlich an der Schlacht bei Actium teil. Belegt ist weiterhin, dass die Legio V Gallica im Jahre 17 oder 16 v. Chr. ihren Legionsadler gegen rheinische Germanen verlor.

### Julisch-claudische Dynastie
Die Legio V war eine der achtundzwanzig Legionen, die von Augustus nach dem Bürgerkrieg übernommen wurden. Sie wurde in die römische Provinz Macedonia verlegt, wo sie ihr Cognomen erhielt. Möglicherweise kämpfte die Legion in den Jahren 29 bis 27 v. Chr. unter dem Oberbefehl des Marcus Licinius Crassus an der Donau gegen die Skythen und trug zeitweilig den Namen Legio V Scythica. Veteranen der Legionen V Macedonica und VIII Augusta wurden um 15 v. Chr. in der Colonia Iulia Augusta Felix Berytus (Beirut) in der römischen Provinz Syria Phoenice angesiedelt, wodurch eine deutliche Romanisierung der Region ausgelöst wurde. Im Jahr 6 n. Chr. wurde sie nach Oescus in der Provinz Moesia verlegt.
Die Legionen IIII Scythica und V Macedonica operierten oft zusammen und gehörten um 23 n. Chr. wohl zur Besatzungsmacht in der Provinz Moesia. In seiner Jugend diente der spätere Kaiser Vespasian um 27 n. Chr. als Militärtribun in einer dieser Legionen und nahm möglicherweise an der Niederschlagung eines Aufstandes in Thrakien teil. Zur Tätigkeit der Legion gehörte auch der Bau und die Instandhaltung von Straßen zur Erschließung der Region. Im Jahr 33/34 bauten die IIII Scythica und V Macedonica in Moesia superior eine Straße entlang der Donau.
62 n. Chr. kämpfte eine Vexillation der Fünften unter Lucius Iunius Caesennius Paetus in Armenien gegen die Parther. Nach der Schlacht bei Rhandeia wurde die gesamte V Macedonica, gemeinsam mit den Legionen Legio III Gallica, Legio VI Ferrata, und Legio X Fretensis, unter dem Befehl von Gnaeus Domitius Corbulo in den Osten entsandt, um gegen die Parther zu kämpfen.

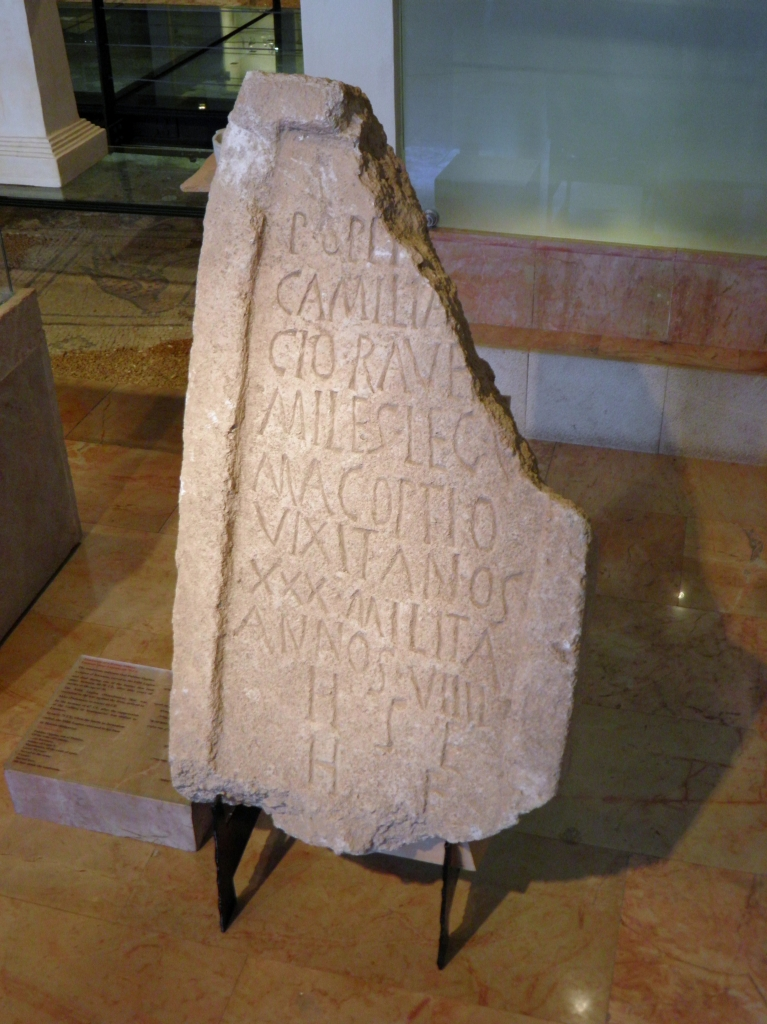
Grabstein eines Optio der LEG V MAC aus Emmaus, Israel

Im Jahr 66 war die Legio V Macedonica gemeinsam mit der Legio X Fretensis in Antiochia am Orontes stationiert. Dann wurden die Legionen X Fretensis unter ihrem Legaten Marcus Ulpius Traianus, dem späteren Statthalter von Syrien und Vater des Kaisers Trajan, und die Legio V Macedonica 66/67 n. Chr. in die Küstenstadt Caesarea Maritima verlegt. 67 n. Chr. ergab sich die Stadt Sepphoris in Galiläa der römischen Armee. Kurz darauf eroberte die V Macedonica den Berg Garizim, das Hauptheiligtum der Samaritaner. 68 n. Chr. lag die Legion untätig in Emmaus. Einige erhaltene Inschriften von Soldaten der V Macedonica belegen die Stationierung.

### Vierkaiserjahr und Flavische Dynastie
Im Vierkaiserjahr 69 gehörten die iudaeischen Legionen zu den Ersten, die Vespasian als Kaiser anerkannten. 70 n. Chr. war der Aufstand in ganz Iudaea, außer in Jerusalem und einigen Festungen wie Masada, niedergeschlagen. Unter dem Oberbefehl des Titus, rückte die Legio XII Fulminata aus Caesarea aus und wurde zusammen mit der V Macedonica, X Fretensis und XV Apollinaris bei der Belagerung Jerusalems eingesetzt. Die Belagerung von Jerusalem dauerte fünf Monate und die belagerte Bevölkerung litt Hunger. Schließlich führten die kombinierten Angriffe der Legionen zur Einnahme der Stadt Jerusalem. Die V Macedonica verließ Iudaea und kehrte 71 n. Chr. nach Oescus zurück.

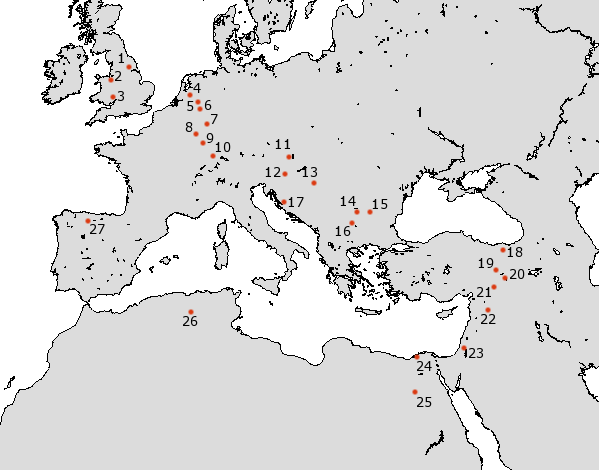
Standorte der Römischen Legionen 80 n. Chr., die V Macedonica war in Oescus (Nummer 14) stationiert.

Domitian (81–96) siedelte zu Beginn seiner Herrschaft Veteranen der Legionen I Italica, III Augusta, IIII Macedonica, V Macedonica, V Alaudae, IIII Flavia und VII Claudia in der neugegründeten Stadt Scupi (Skopje) an. Im Jahr 88 gehörte die Legion zum Heer des römischen Feldherrn Lucius Tettius Iulianus, der in dakisches Gebiet eindrang und in der Schlacht von Tapae siegte. 96 n. Chr. diente der spätere Kaiser Hadrian in der Legion als tribunus militum.

### Adoptivkaiser und Antoninische Dynastie
101 n. Chr. war die Legio V in Dakien, um unter ihrem Legatus Quintus Pompeius Falco in Trajans erstem Krieg gegen die Daker zu kämpfen. Die Legion war am Bau der Trajansbrücke bei Drobeta Turnu Severin beteiligt.
Nach dem Ende des Krieges 106 n. Chr. wurde die Legion von Oescus in die Provinz Moesia inferior (Niedermösien) nach Troesmis, (heute Turcoaia im Kreis Tulcea in Rumänien) verlegt, wo sie bis 163 blieb. Der Ort lag südwestlich des Donaudeltas. Ziegelstempel der Legion wurden im nahen, nördlich gelegenen Kastell Dinogetia gefunden. Eine Vexillation nahm von 115 bis 117 an Trajans Partherkrieg teil.
Im Verlaufe der Regierungszeit des Kaisers Hadrian kam es im Jahre 132 n. Chr. in der Provinz Judaea (heute Israel) zu einem großen Aufstand der dort lebenden Juden. Eine Vexillation der Legio V Macedonica wurde in die Provinz Judaea abkommandiert und beteiligte sich an den Kämpfen gegen die Aufständischen unter der Führung von Simon bar Kochbas. Vermutlich nahmen die V Macedonica und XI Claudia an der Belagerung der Festung Betar teil, deren Einnahme den Krieg beendete. Nach der Niederschlagung des Aufstandes wurden um das Jahr 135 Veteranen der Legion in Aelia Capitolina (Jerusalem) angesiedelt.
Wiederholt wurden Vexillationen der V Macedonica ins Barbaricum nach Chersonesus Taurica (Bosporanisches Reich, Krim) geschickt, um die dortigen griechischen Städte zu schützen, aber auch um Bauvorhaben auszuführen. Als Kaiser Lucius Verus seinen Feldzug (161–166 n. Chr.) gegen die Parther begann, wurde die gesamte Legion erneut in den Osten verlegt, kehrte jedoch später nach Dacia Porolissensis zurück und schlug ihr Hauptlager in Potaissa (dem heutigen Turda) auf. Die Nordgrenze des Kaiserreichs war ständigen Angriffen ausgesetzt; als Kaiser Mark Aurel sie in den Markomannenkriegen gegen die Markomannen, die Sarmaten und die Quaden verteidigen musste, war die V Macedonica an diesen Kämpfen beteiligt.
Lucius Artorius Castus, den manche mit König Artus identifizieren, war um 170 Centurio und später auch Primus Pilus der Legio V Macedonica. Wahrscheinlich bekämpfte er 172 unter Mark Aurel mit der Legio V Macedonica die sarmatischen Iazygen nördlich der Donau-Mündung. Um 182–184, zu Beginn der Regierungszeit des Commodus, bekämpften die V Macedonica und die XIII Gemina unter Pescennius Niger und Clodius Albinus erneut die Sarmaten. 185 oder 187 n. Chr. wurde die Legion nach dem Sieg über ein Söldnerheer in Dacia mit dem Titel Pia Constans bzw. Pia Fidelis (treu und loyal) ausgezeichnet.

### Zweites Vierkaiserjahr und Severer
Die Fünfte unterstützte Septimius Severus (193–211) in seinem Kampf um den kaiserlichen Purpur. Von Severus Alexander (222–235) erhielt die Legion die Beinamen Severiana und Severiana Alexandriana.

### Soldatenkaiser

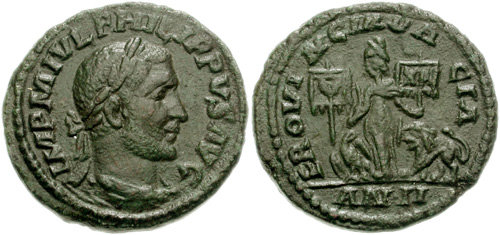
Æ des Philippus Arabs, geprägt 247/248.
IMP(erator) M(arcus) IVL(ius) PHILIPPVS AVG(ustus); PROVINCIA DACIA.
Die personifizierte Dacia hält die Standarten der Legio V Macedonica und der Legio XIII Gemina. Die Wappentiere der Legionen, Adler und Löwe stehen neben ihr.

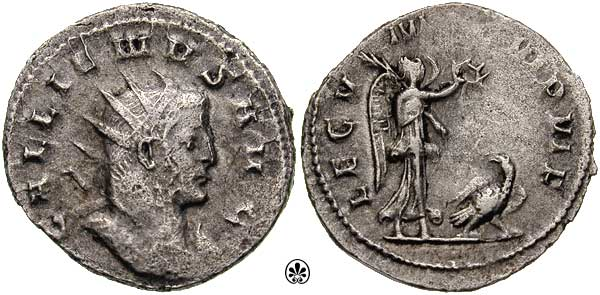
Antoninian des Gallienus, geprägt 261
GALLIENVS AVG(ustus); LEG(io) V MAC(edonica) VI P(ia) VI F(idelis)
Die Siegesgöttin Victoria hält einen Kranz über das Legionssymbol, einen Adler

In den Jahren 243 bis 244 nahm die Legio V Macedonica Gordiana unter Gordian III. (238–244) an dessen Sassanidenkrieg teil. In der Schlacht von Resaina siegten die Römer 243, doch erlitten sie Anfang 244 bei Mesiche eine schwere Niederlage.
In den Jahren 247/248 wurde die Legion V Philippianae Macedonica Pia Fidelis unter der Führung des Philippus Arabs und des Senators und späteren Kaisers Decius in Dacia (Rumänien) gegen die germanischen Karpen eingesetzt. Sie errichtete dort zum Beispiel die Stadtmauer von Romula (Dobrosloveni). Als Decius (249–251) 249 von den Donautruppen, darunter auch die Legio V Macedonica zum Kaiser ausgerufen wurde, verlegte Philippus Arabs die Legio XIII Gemina nach Aquileia um Oberitalien zu schützen.
Während der Stationierung in Potaissa, die fast das gesamte 3. Jahrhundert andauerte, nahm die V Macedonia an verschiedenen Feldzügen teil und erwarb bei verschiedenen Gelegenheiten Ruhm und Ehre. Im Jahr 256 unterbrach die Legion ihre Bauarbeiten an einem Tempel und nahm an einem Feldzug des Gallienus (253–268) gegen in Dakien eingefallene Germanen teil, wofür ihr der Titel III Pia III Fidelis (drei Mal treu, drei Mal loyal) verliehen wurde. Mit dem vierten, fünften und sechsten Titel wurde die Legion vermutlich ausgezeichnet, als sie 260 n. Chr. als mobile Kavallerie-Einheit gegen die Usurpatoren Ingenuus (260?) und Regalianus (260) in Moesia kämpfte. Eine vexillatio kämpfte gegen Victorinus (269–271). Gallienus verlieh ihr den Titel VII Pia VII Fidelis (sieben Mal treu, sieben Mal loyal).
Bereits unter Gallienus begann ein allmählicher Abzug aus Dakien. 271/272 konnte Aurelian (270–275) die in Dakien eingefallenen Goten besiegen, doch war die Provinz auf Dauer nicht zu halten. Als Aurelian Dakien 275 n. Chr. endgültig aufgab, wurde die Legion in der neugebildeten Provinz Dacia ripensis in ihrem „alten“ Lager in Oescus stationiert.

### Spätantike

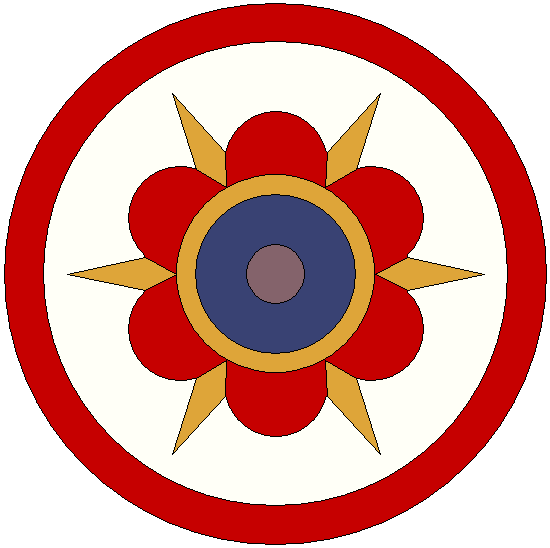
Schildbemalung der comitatensischen Legio Quinta Macedonica im frühen 5. Jahrhundert.

Sie schützte die Provinz in den folgenden Jahrhunderten und wurde eine Legio Comitatenses unter dem Magister militum per Orientis. Die von Gallienus gegründete Kavallerie-Einheit wurde von Diokletian (284–305) ins Feldheer übernommen und 293 nach Memphis verlegt. Sie kämpfte 296/297 n. Chr. in Mesopotamien und Armenia gegen das Sassanidenreich und kehrte dann nach Ägypten zurück.
Im frühen 5. Jahrhundert unterstand die Legio Quinta Macedonica als Limitanei (Grenzheer) dem Dux Daciae ripensis und war in mehrere Vexillationen aufgeteilt, die jeweils unter dem Befehl eines Praefectus legionis in Variniana, Cebrus, Oescus und Sucidava (Celei) stationiert waren. Die Legio Quinta Macedonia im ägyptischen Memphis stand unter dem Oberbefehl des Comes limitis Aegypti. Ein weiterer Teil der Legion war als Comitatenses (Feldheer) unter dem Magister militum per Orientem.
Im 6. Jahrhundert wurden die Macedonez in Antaiopolis (Qau el-Kebir, Ägypten) zum letzten Mal erwähnt. Später gingen beide Legionsteile in der byzantinischen Armee auf.